# Ogólniak
Ogólniak (cz. Gympl) – czeski film komediowy z 2007 r. w reżyserii Tomáša Vorela, na podstawie powieści Tomáša Houški – Graffiti rules.